# Малый Ряузяк
Малый Ряузяк (баш. Рәүҙәк от Урау үҙәк «кружная, меандрирующая ложбина») — река в Ишимбайском районе Башкортостана. Устье реки находится в 33 км по левому берегу реки Ряузяк на высоте 344,4 м над уровнем моря. Длина реки составляет 20 км.
В междуречье рек Ряузяк и Малый Ряузяк находится гора Бужур.

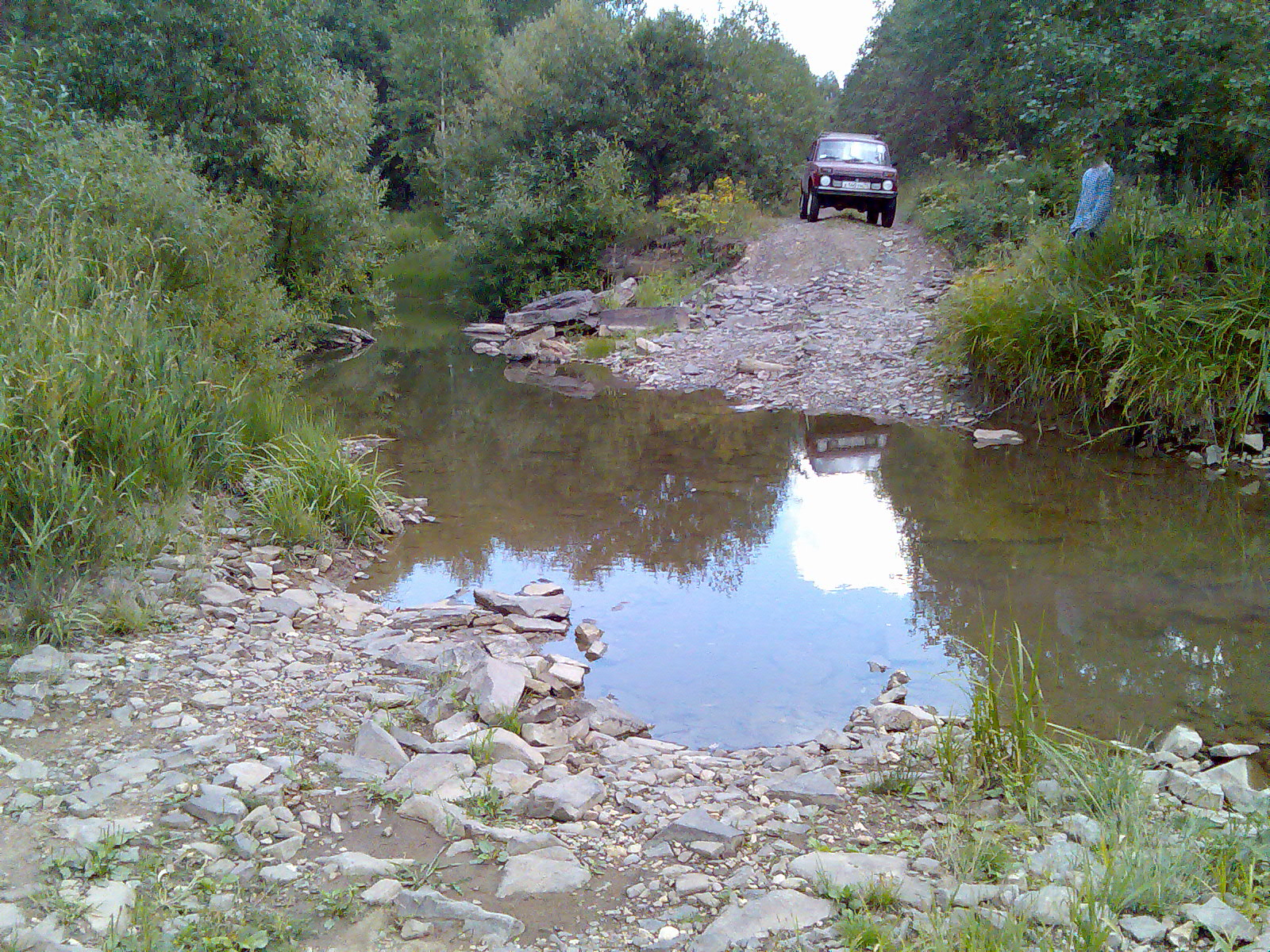
Брод через Малый Ряузяк

## Данные водного реестра
По данным государственного водного реестра России относится к Камскому бассейновому округу, водохозяйственный участок реки — Белая от города Стерлитамак до водомерного поста у села Охлебино, без реки Сим, речной подбассейн реки — Белая. Речной бассейн реки — Кама.
Код объекта в государственном водном реестре — 10010200712111100018524.